# Limnophyes edwardsi
Limnophyes edwardsi är en tvåvingeart som beskrevs av Ole Anton Saether 1991. Limnophyes edwardsi ingår i släktet Limnophyes och familjen fjädermyggor.
Artens utbredningsområde är Norge. Det är osäkert om arten förekommer i Sverige. Inga underarter finns listade i Catalogue of Life.